# Карачаївці
Карача́ївці (самоназва къарачайлы, множина - къарачайлыла, таулу, рос. карачаевцы) — один із давніх гірських тюркських народів Північного Кавказу.

## Територія проживання і чисельність

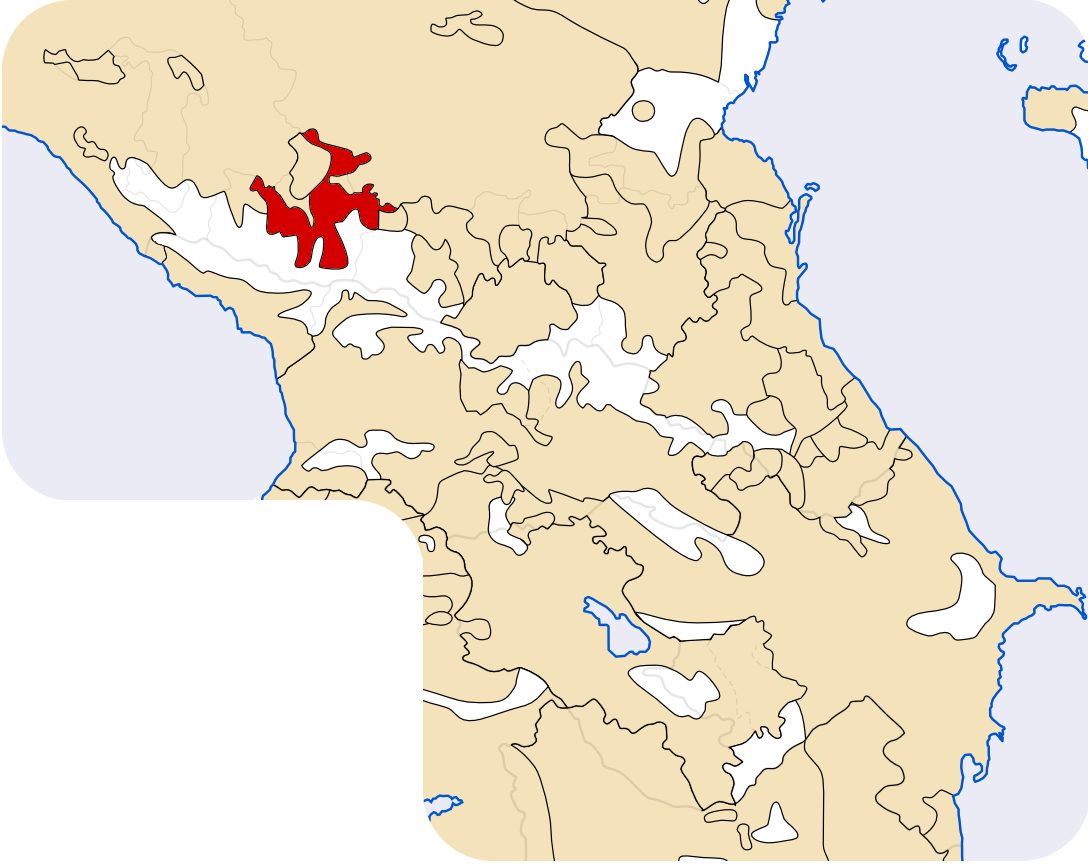
Етнічна територія карачаївців

Карачаївці живуть в історичній області Карачай, що охоплює частково сучасну Карачаєво-Черкесію та Ставропольський край Російської Федерації.
Чисельність карачаївців у Росії за даними перепису населення 2002 року — 192 182 особи, з них 169 тис. осіб — у Карачаєво-Черкесії, де вони становлять 38,5 % населення, будучи чисельно найбільшим народом республіки; перепис 2010 року зафіксував уже понад 218,4 тис. осіб, які вказали своєю національність «карачай». Карачаївські общини є також у Казахстані, Узбекистані та країнах, куди карачаївці у різний час емігрували — США, Туреччині тощо.
Перепис населення в Україні 2001 року зафіксував проживання в країні 190 представників карачаївського етносу, з них 1/6 (35 осіб) як рідну вказали мову своєї національності, майже кожний восьмий (22 особи) рідною вважали українську, решта — переважно російську.

## Мова і релігія
Карачаївці разом зі спорідненими балкарцями розмовляють карачаєво-балкарською мовою, що належить до західно-кипчацької підгрупи тюркської групи алтайської мовної сім'ї. Поширена також російська мова. Писемність на основі кирилиці.
За віросповіданням карачаївці майже на 100 % мусульмани-суніти.

## Історія

### Розвиток карачаївців до ХХ століття
В етногенезі карачаївського народу взяли участь як автохтонне населення Північного Кавказу, так і прийшлі народи - алани, кипчаки, давні булгарські племена.

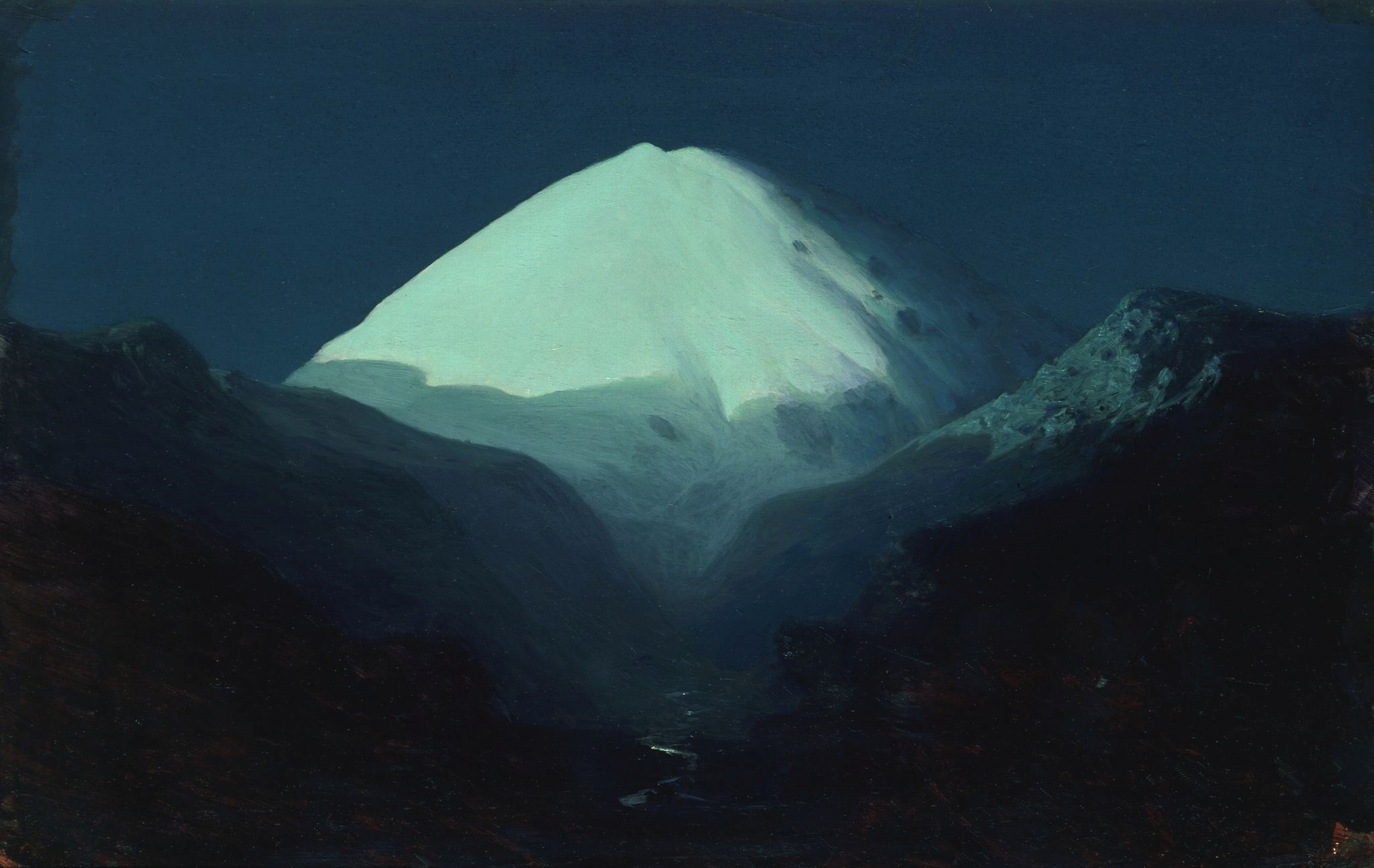
гора Ельбрус — гордість карачаївців

На території проживання сучасних карачаївців розташовувалася столиця середньовічної Аланії, що ймовірно мала назву Маас.
У ХІІІ столітті алани протистояли військам Тимура. Відтоді ж починається ісламізація карачаївців[джерело?].
У 1828 році російська армія вторглася у Карачай. 20 жовтня 1828 року сталася кровопролитна Хасаукінська битва, де царські війська, чисельно більші і краще оснащені, взяли гору над карачаївськими загонами. Старійшини карачаївців пішли на поступки і домовляння з російським військом, не допустивши грабунків і погромів у карачаївських поселеннях. В результаті перемов Карачай формально увійшов до складу Російської імперії, але насправді його самоврядування, управління та судочинство лишалося без змін.

### Карачаївці у ХХ столітті
У 1922 році створено Карачаєво-Черкеську Автономну область.
У 1926 році створено Карачаєвську Автономну область
У 1943 році її було ліквідовано, а тисячі карачаївців незаконно виселені у Середню Азію. За підрахунками хвороби і голод спричинили загибель третини депортованих карачаївців у цей час.
У 1957 році, у часи М. Хрущова, Карачаєво-черкеську автономію відновлено, і карачаївці повернулися на свої етнічні землі.

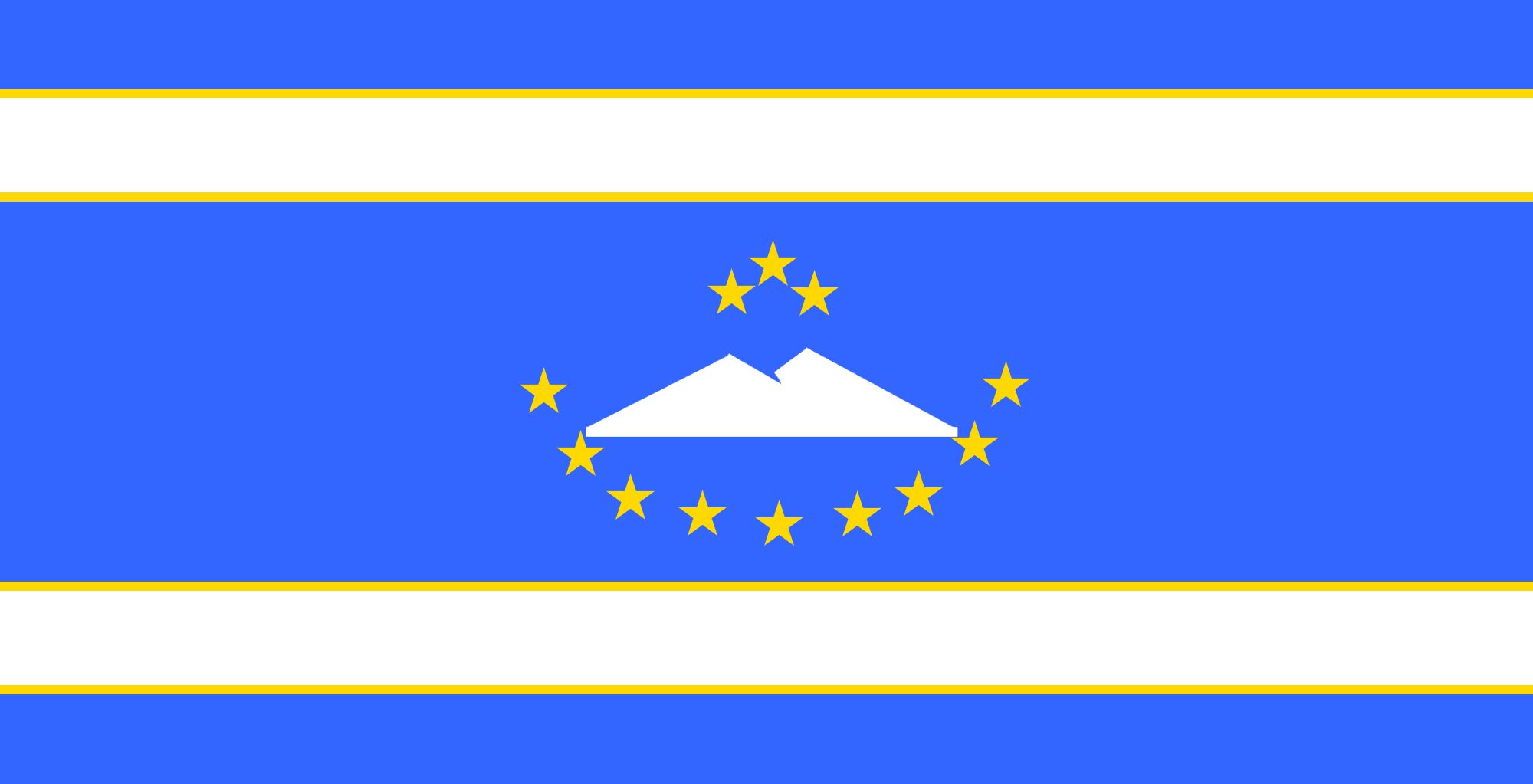
Нац. прапор карачаївців

Наприкінці 80-х — на початку 90-х років XX століття активізувалися національні рухи окремих народів Карачаєво-Черкесії, були здійснені спроби виокремлення національних автономій, зокрема 18 листопада 1990 було проголошено Карачаївську Радянську Соціалістичну Республіку (17 жовтня 1991 — Карачаївську Республіку). У січні 1992 року Президент Росії Борис Єльцин був готовий визнати поділ Карачаєво-Черкесії й вніс на розгляд у Верховну Раду РРФСР проекти законів «Про відновлення Карачаївської автономної області й Черкеської автономної області у складі Російської Федерації». Була створена комісія Верховної Ради з утворення трьох автономних областей — Карачаївської, Черкеської, Баталпашинської (козачої). Але за суперечливими результатами референдуму, що відбувся 28 березня 1992 року, поділ не було узаконено. 16 жовтня 1992 утворено єдину Карачаєво-Черкеську Республіку.

## Традиційні заняття і соціальна організація
Основним традиційним заняттям карачаївців є відгонне скотарство (вівці, кози, коні, велика рогата худоба) та землеробство (ячмінь, пшениця, кукурудза), городництво тощо.
Ремесла - суконництво, пошиття повстяного одягу та головних уборів, плетіння з вовни.
Відносна історична ізольованість карачаївців зумовила особливості їх соціальних інститутів та управлінських традицій. Карачаївці живуть спільнотами на чолі князів, що розділяються на клани та роди, до основних з яких належать Юйдегі, Атаул, Тукь'ум, Тийре.

## Матеріальна і духовна культура карачаївців

### Матеріальна культура
Поселення і житло
Традиційні поселення карачаївців — гірські, великі, розділені на квартали, у яких жили члени одного роду.

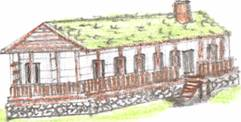
традиційне житло карачаївців

Найпоширеніше традиційне жило карачаївців - прямокутна одно-, двокамерна видовжена зрубна (з грубих колод) будівля, крита двосхилою земляною стріхою.
З метою оборони карачаївці будували так звані «криті арбази» - огороджений житловими будівлями замкнутий критий внутрішній двір арбаз, у який виходили двері, для того щоб у випадку оборони чоловіки могли зібратися на нараду і підготовку відсічі ворогу. По суті такі абази являли собою дерев'яні за́мки або невеликі фортеці.
Світло всередину приміщення надходило через димар комина або через невеликий віконний отвір. За Середньовіччя вогнище - відкрите багаття лаштувалось посередині дому у земляній долівці. Пізніше почали ладнати пристінну грубу з димарем.
Карачаївський будинок складався з декількох частин. В «великому домі» (уллу юй, от юй), де було вогнище, жили голова великої родини, його дружина та неодружені діти різного віку. Одружені сини мали свої окремі приміщення отоу. Найпочеснішим місцем у «великому домі» (тьор) було ліжко голови родини й місця для прийому гостей.
Будівництво нового дому найчастіше здійснювалося колективно - за звичаєм родової взаємодопомоги (маммат).
Традиційний одяг
Національний одяг карачаївців не виходить з ужитку і в наш час, хоча повсякденно його носить лише старше покоління, натомість окремі деталі традиційного костюму є символом національної ідентифікації карачаївців.
Карачаївський жіночий одяг характеризується збереженням архаїчних аланських традицій. Довга сукня, найчастіше з оксамиту або шовку темно-червоного, рідше - зеленого або синього кольорів, була багато гаптована золотим шиттям і оздоблена нагрудними срібними пряжками-ґудзиками, пришитими у два ряди до тканини, галунами тощо. Оригінальністю визначається жіночий головний убір - висока гострокутна повстяна шапочка з нашитою металічною візерунчастою верхівкою (іноді у формі кулі). Невід'ємна частина жіночого національного костюму - щедро оздоблений пояс (кямар).

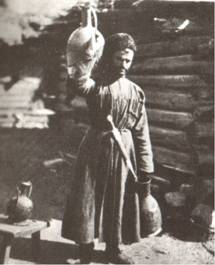
Карачаєвець-водоноша

Чоловічий карачаївський костюм нагадує костюми інших північно-кавказьких народів:
- натільна сорочка у формі туніки.
- бешмет (кь'аптал) - чоловічий верхній одяг наразпах із чорних, білих (на повсякдень) або яскравих (на свята) тканин. У будні бешмет вдягали без черкески.
- черкеска (чепкен) - верхній чоловічий одяг, суконний приталений каптан без коміра з широкими рукавами і накладними газирями. Черкеска була переважно святковим одягом и шилася з грубого матеріалу темних кольорів.
- пояс белібау - вузький шкіряний пасок зі срібними бляхами, яким підперезували бешмет або черкеску, і який являв обов'язковий атрибут чоловічого костюму.
- неширокі штани кьончек
- ноговиці ишим поверх штанів, що могли сягати колін і вище, підв'язані ремінчиками ишим бау.
- чабири — пошивне шкіряне взуття (чоловіче і жіноче) з цільного шматку шкури і шовом позаду. Взимку носили повстяні уюкь.
- головним убором служили міхові шапки - папахи (тери бьорк) та повстяні шляпи кіїз бьорк. Святковий головний убір чоловіків - висока каракулева шапка бухар бьорк, відома у донських козаків як кубанка.
- бурка - повстяна накидка і башлик - каптур служили похі́дним одягом.

Національна кухня
Основу харчування карачаївців складали страви з вареного і смаженого м'яса, зокрема баранини. Найпопулярніші - різні печені, смаженини, м'ясний відвар шорпа (бульйон).
Карачаївці вживають молочні продукти - квашене молоко айран, кефір гипи, вершки з айрану хамеші, сири - м'який кьой сюзме (творог) та тверді, масло джау.
У додаток до основних м'ясних страв були прісні хлібці, пироги з різною начинкою, печені у маслі коржі тощо. Національний десерт - халва.
Національні напої - боза, балсуу, суусап, технологія виготовлення яких шліфувалася століттями. 

### Духовна культура і традиції карачаївців
У карачаївців багатий фольклор — нартські сказання, історичні, трудові, сатиричні пісні, пісні про кохання, колискові, казки, прислів’я та приказки, жарти і оповідки про Насра Ходжу (Ходжа Насреддін). Багато легенд і переказів про гори, зокрема національний символ карачаївців - гору Ельбрус.
Танцювальний фольклор представлений танцями - хороводним сандирик, повільним парним тюз та швидким на кшталт лезгінки азбек.
Традиційні музичні інструменти - тростяна сопілка, двохструнна скрипка та інші.
Карачаївці ретельно зберігають давні традиції і звичаї, що регулюють чи не всі аспекти життя  — весілля, похорони, сімейні наради, ухвалення рішень тощо. У карачаївців розвинутий гостьовий етикет. Вшанування батьків і старших, особливе ставлення до молодих дівчат і жінок є нормами традиційної моралі карачаївців, яких дотримуються і тепер. Кровна помста є реліктом минулого.

## Внесок карачаївців у світову цивілізацію
Карачаївці зробили значний внесок у світову культуру.
Урусова Байдимат — професор, автор низки наукових відкриттів, перший доктор фізико-математичних наук серед жінок Північного Кавказу. Умар Баблашович Алієв — поет, переклав поему Тараса Шевченка «Кавказ».
Завдяки силі і сміливості всесвітньо уславилися карачаївці-чоловіки. Серед них багато героїв Другої світової війни, успішних спортсменів - Аслан Кокаєв,  чемпіон світу по карате-до; Ахмат Доттуєв - інтерконтинентальный чемпіон світу з професійного боксу (версії WBC та IBF, 1996 та 1998 роки); Руслан Сариєв - трьохкратний абсолютний чемпіон світу з армреслінгу; Роберт Чомаєв - чемпіон світу з армреслінгу (2006 рік).
Першим, хто зійшов на гору Ельбрус, був карачаївець Гілар Хачіров, який здійснив це сходження 22 липня 1829 року.
Карачаївці — знані селекціонери худоби, що вивели свої породи коней, овець та кіз, в тому числі і знамениту карачаївську породу коней.

## Цікаві факти про карачаївців
У 1908 році у Карачай приїхала спеціальна царська комісія з метою провести перепис населення, кількості земель та поголів'я худоби. Крім надзвичайної гостинності місцевого населення, члени комісії навели цікаву статистику - на 35 тис. карачаївців приходилось 125 тис. голів крупної рогатої худоби, 500 тис. овець, 33,7 тис. коней; всього у тваринництві було задіяно майже 87% карачаївців. У цьому ж 1908 році Карачай продав Росії 9500 коней карачаївської породи, 30,7 тис. голів крупної рогатої худоби, 107,5 тис. овець та кіз.

## Виноски
1. ↑  Перепис населення в Росії 2002 року [Архівовано 2013-07-30 у Wayback Machine.] (рос.)
2. ↑  Результати перепису населення Російської Федерації 2010 року (національний склад) [Архівовано 4 грудня 2013 у Wayback Machine.] (рос.)
3. ↑  Перепис населення в Україні 2001 року[недоступне посилання з липня 2019] (укр.)
4. ↑  Simons, Gary F. and Charles D. Fennig (eds.). 2018. Ethnologue: Languages of the World (вид. 21). Dallas, Texas: SIL International. Online version: Karachay-Balkar. A language of Russian Federation, архів оригіналу: (англ.)
5. ↑  Мізієв І. «История Карачаево-Балкарского народа: с древнейших времен до присоединения к России», глава 6. Архів оригіналу за 16 вересня 2008. Процитовано 24 березня 2008.
6. ↑  Карачаївська легенда про походження роздвоєності вершини Ельбрусу
7. ↑  Інформація про карачаївські породи худоби на сайті Карачаївського міського округу. Архів оригіналу за 25 березня 2008. Процитовано 24 березня 2008.